# Hemorragia cerebral hereditaria con amiloidosis
El término hemorragia cerebral hereditaria con amiloidosis (HCHA o HCHWA) alude a un grupo de trastornos neurológicos raros caracterizados por la deposición de proteínas anormales (beta-amiloide) en los vasos sanguíneos cerebrales, lo que ocasiona hemorragia intracraneana, alteraciones neurovasculares no hemorrágicas (ictus), deficiencias neurológicas focales, y el deterioro cognitivo progresivo con el tiempo conduce a la demencia vascular. En el mundo, se ven afectadas entre 300 y 400 personas.

## Tipos
Los síntomas varían dependiendo de las variedades:
- Islándica,
- Holandesa (más común),
- Ártica,
- Piedmont,
- Iowa,
- Flamenca,
- Italiana.

## Causas
El HCHWA tipo islandesa es causado debido a una mutación en el gen CST3 en el cromosoma 20p11.2, que codifica la proteína precursora de la cistatina C. Los otros tipos son causados por mutación en el gen APP en el cromosoma 21q21.2, que codifica la proteína precursora del beta-amiloide. Esa mutación es autosómica dominante, o sea afecta a todos los hijos que heredan en gen anómalo (cada hijo tiene 50% de probabilidades de heredar el gen si uno de los padres tiene la enfermedad).

## Síntomas
El accidente cerebrovascular es con frecuencia el primer signo y es mortal en aproximadamente un tercio de las personas con esa enfermedad. Suelen empezar en adultos de mediana edad. Los sobrevivientes a menudo desarrollan demencia vascular y tienen accidentes cerebrovasculares recurrentes.
Aproximadamente la mitad de los individuos con el tipo holandés que tienen uno o más golpes tendrán convulsiones recurrentes (epilepsia). El tipo islandés empieza con accidente cerebrovascular ya a los 20-30 años. El tipo Piedmontés causa movimientos deteriorados, entumecimiento u hormigueo (parestesias), confusión y demencia progresiva. El tipo de Iowa se caracteriza por menos frecuencia de accidente cerebrovascular, comienza con pérdida de memoria, dificultad para hablar, cambios de personalidad y contracciones musculares involuntarias (mioclonía).

## Tratamiento
No tiene cura, la terapia es multidisciplinar sintomática, similar al del Alzheimer.